# Huernia humpatana
Huernia humpatana är en oleanderväxtart som beskrevs av Peter Vincent Bruyns. Huernia humpatana ingår i släktet Huernia och familjen oleanderväxter. Inga underarter finns listade i Catalogue of Life.